# Magnum opus
Magnum opus (uneori Opus magnum, care este "o operă fundamentală" mai degrabă decât "opera fundamentală" a unei anumite persoane, pluralul este magna opera), din latină, însemnând operă majoră, se referă la cea mai mare și probabil cea mai bună, esențială, populară sau cea mai renumită realizare a unui autor, artist, sau compozitor.
Termenul este folosit în mai multe tradiții spirituale, cum sunt Cabala, Thelema și alchimia, cu o însemnătate complexă în legătură mai ales cu piatra filozofală.

## Vezi și
- Capodoperă